# Anne Henning
Anne Elisabeth Henning (* 6. September 1955 in Raleigh, North Carolina) ist eine ehemalige US-amerikanische Eisschnellläuferin.

## Leben und Wirken
Anne Henning war bei der Sprintweltmeisterschaft 1971 Zweite hinter Ruth Schleiermacher aus der DDR geworden. Sie stellte drei offizielle und zwei inoffizielle Weltrekorde über 500 Meter auf und einen offiziellen Weltrekord über 1000 Meter.
Sie gewann 1972 im Alter von 16 Jahren bei den Olympischen Spielen in Sapporo Gold über 500 Meter und Bronze über 1000 Meter.
Sie beendete nach dem Olympiasieg ihre Karriere als Eisschnellläuferin.